# ويل ديفيس (دراج على المضمار)
ويل ديفيس (بالفرنسية: Will Davis)‏ هو دراج على المضمار فرنسي، (ولد في برستل في المملكة المتحدة 1877 – 1932 م).

## وصلات خارجية
- ويل ديفيس على موقع أوليمبيديا (الإنجليزية)